# Eurosong
Eurosong is een Belgische voorronde van het Eurovisiesongfestival, georganiseerd door de Vlaamse publieke omroep VRT en zijn voorgangers. Eurosong werd van 1975 tot 1989 om de twee jaar georganiseerd, in afwisseling met de Franstalige publieke omroep RTBF. Daarna ging de regelmaat enigszins verloren.

## Geschiedenis
In de periode 1975-1989 was op 1975 en 1979 na Luc Appermont telkens de presentator. De editie van 1983 is veelbesproken, toen na de verkiezing van het avant-gardistische Rendez-vous van de Leuvense groep Pas de Deux door de vakjury het publiek in de zaal tijdens de reprise zijn ongenoegen zeer nadrukkelijk liet blijken.
Clouseau werd in 1989 tweede na Ingeborg met het liedje Anne, dat een grote hit werd. In 1991 wilde men op zeker spelen en mocht Clouseau naar het songfestival in Rome. De voorronde werd toen eenmalig omgedoopt in Euro-Clouseau. Er was keuze uit drie liedjes en Geef het op werd gekozen. Het gehoopte resultaat bleef echter uit. In 1993 keerde Eurosong in de meer traditionele vorm terug, gepresenteerd door Alexandra Potvin en Hans Otten. Barbara Dex won, maar eindigde met drie punten als laatste op het Eurovisiesongfestival.
In 1996 vond er geen Eurosong plaats, maar wel de wedstrijd De Gouden Zeemeermin. Hier presenteerden Alexandra Potvin en Michel Follet. Lisa Del Bo won met Liefde is een kaartspel en eindigde 16de op het songfestival. In 1999 keerde Eurosong terug en tot op de dag van vandaag wordt het nog gebruikt als formule om de Vlaamse kandidaat voor het songfestival aan te duiden. Vanaf 1999 nam Bart Peeters de rol van presentator voor zijn rekening. Marcel Vanthilt werd vanaf dan ook een vast jurylid en in 2002 kreeg ook songfestivalkenner André Vermeulen een vaste stek in de eurosongjury. De andere juryleden varieerden telkens. In 2006 zetelde drievoudig songfestivalwinnaar Johnny Logan in de jury en in 2008 werd deze plaats door de winnares van 1997 Katrina Leskanich (Katrina & the Waves) ingenomen. Verder zat ook Kris Wauters in de jury.
De liedjeswedstrijd kreeg in 2010 een andere invulling. Dit had alles te maken met de tegenvallende resultaten van de jaren daarvoor. België had sinds de invoering van de halve finales nooit de finale gehaald. Daarom had de VRT besloten om zelf iemand te zoeken. Uiteindelijk kozen ze voor de voor velen onbekende Tom Dice, die meedeed aan X-factor in 2008 onder zijn echte naam Tom Eeckhout. Op 7 maart maakte de VRT het lied voor Tom Dice bekend, namelijk Me and my guitar. Hij werd uiteindelijk zesde en werd zo de succesvolste inzending uit Vlaanderen. Ook in 2012 werd voor een ander Eurosong-concept gekozen. Zangeres Iris werd door de VRT gekozen als kandidate, maar er mocht nog gestemd worden op het lied. De kijker had de keuze tussen Safety net en Would you; uiteindelijk werd Would you naar Azerbeidzjan gestuurd.
Voor het Eurovisiesongfestival 2014 werd opnieuw gekozen voor een programma dat over verschillende weken liep. Het programma werd gepresenteerd door Eva Daeleman en Peter Van de Veire. De uitvoerder en het lied werden los van elkaar gekozen. Vier muziekexperten waaronder Ruslana selecteerden artiesten en liederen en koppelden die aan elkaar. In eerste instantie was er een casting waarbij kandidaten een lied brachten uit de songfestivalgeschiedenis. Enkele kandidaten kregen van de experts een ticket naar de halve finale, kandidaten uit een andere groep moesten hun ticket bemachtigen door de experts en kijkers te overtuigen. In de halve finales werden de nummers van de kandidaten voorgesteld en kozen de experts en kijkers wie naar de finale ging. In de finale kreeg de kijker het laatste woord. Axel Hirsoux werd geselecteerd om België op het Eurovisiesongfestival 2014 te vertegenwoordigen met het lied Mother. Hij strandde in de halve finale.
In 2016 koos de VRT vijf artiesten die in drie shows mochten bewijzen klaar te zijn voor deelname aan het Eurovisiesongfestival. In de eerste show werden covers van Eurovisieklassiekers gebracht, in de tweede voorronde brachten de artiesten hun lied en in de grote finale viel de keuze wie namens België naar Stockholm mocht. Uiteindelijk ging Laura Tesoro met het nummer What's the pressure met de zegepalm aan de haal.
Voor de editie van 2018 greep de VRT terug naar de formule die Tom Dice succes opleverde: er werd intern een kandidaat en lied gekozen. Dat deed de omroep ook voor 2020. Hooverphonic zou uitkomen voor België maar het festival werd gecanceld door de coronapandemie. Een jaar later mocht Hooverphonic alsnog meedoen.
Voor de kandidaat in 2023 werd Eurosong opnieuw van onder het stof gehaald. Peter Van de Veire presenteerde de preselecties. Alle 7 kandidaten lieten ieder twee nummers horen, waarna ze één nummer meenamen naar de finale. Uiteindelijk werd deze gewonnen door Gustaph. Hij behaalde de finale en werd zevende op het songfestival.
In 2025 mochten acht finalisten deelnemen aan Eurosong: Grace Khuabi, Jelle van Dael, LEEZ, Le Manou, Lenn, Mentissa, Stefanie Callebaut en Red Sebastian. In twee afleveringen zongen telkens vier kandidaten twee nummers: een grote Eurosongfestivalhit en hun eigen inzending voor 2025. In de derde finale aflevering kozen zowel een vijftienkoppige vakjury en het publiek voor Red Sebastian als eindwinnaar om België in het Zwitserse Bazel te vertegenwoordigen.

## Lijst van winnaars
| Jaar | Artiest              | Titel                        | Presentatie                        | Jury |
| ---- | -------------------- | ---------------------------- | ---------------------------------- | --- |
| 1975 | Ann Christy          | Gelukkig zijn                | Staf Van Berendoncks               | |
| 1977 | Dream Express        | A million in one, two, three | Luc Appermont                      | |
| 1979 | Micha Marah          | Hey nana                     | Karl Buts                          | |
| 1981 | Emly Starr           | Samson                       | Luc Appermont                      | |
| 1983 | Pas De Deux          | Rendez-vous                  | Luc Appermont                      | |
| 1985 | Linda Lepomme        | Laat me nu gaan              | Luc Appermont                      | |
| 1987 | Liliane Saint-Pierre | Soldiers of love             | Luc Appermont                      | |
| 1989 | Ingeborg             | Door de wind                 | Luc Appermont                      | |
| 1993 | Barbara Dex          | Iemand als jij               | Alexandra Potvin en Hans Otten     | |
| 1999 | Vanessa Chinitor     | Like the wind                | Bart Peeters                       | Marcel Vanthilt |
| 2002 | Sergio & The Ladies  | Sister                       | Bart Peeters                       | Andrea Croonenberghs, Marcel Vanthilt, André Vermeulen en Rocco Granata |
| 2004 | Xandee               | 1 life                       | Bart Peeters                       | Dana Winner, Serge Simonart, Marcel Vanthilt en André Vermeulen |
| 2006 | Kate Ryan            | Je t'adore                   | Bart Peeters                       | Yasmine, Johnny Logan, Marcel Vanthilt en André Vermeulen |
| 2008 | Ishtar               | O julissi                    | Bart Peeters                       | Marcel Vanthilt, Kris Wauters en Katrina Leskanich van Katrina & the Waves. |
| 2014 | Axel Hirsoux         | Mother                       | Eva Daeleman en Peter Van de Veire | Ozark Henry, Jef Martens (beter bekend als Basto of Lazy Jay), Bart Peeters en Ruslana |
| 2016 | Laura Tesoro         | What's the pressure          | Peter Van de Veire                 | Gerrit Kerremans, Els Germonpré, Hans Snijders en Christopher Cocquyt |
| 2023 | Gustaph              | Because of you               | Peter Van de Veire                 | Nikkie de Jager, Jérémie Makiese, Laura Tesoro, Alexander Rybak, Laura Govaerts, Ann Reymen, Korneel De Clercq, Thibault Christiaensen, Francisco Schuster, Leslie Cable, Jasper Van Biesen, Stephan Monsieur, André Vermeulen, Els Germonpré en Manu Lammens |
| 2025 | Red Sebastian        | Strobe lights                | Peter Van de Veire                 | Gustaph, Emmelie de Forest, Bart Cannaerts, Merol, Jasper Van Biesen, Els Germonpré, Leslie Cable, Stephan Monsieur, Nona Van Braeckel, Laura Govaerts, Kim Debrie, Anja Daems, Imane Boudadi, Indy van Cauwenbergh en André Vermeulen.                       |